# Wilhelm Friberg

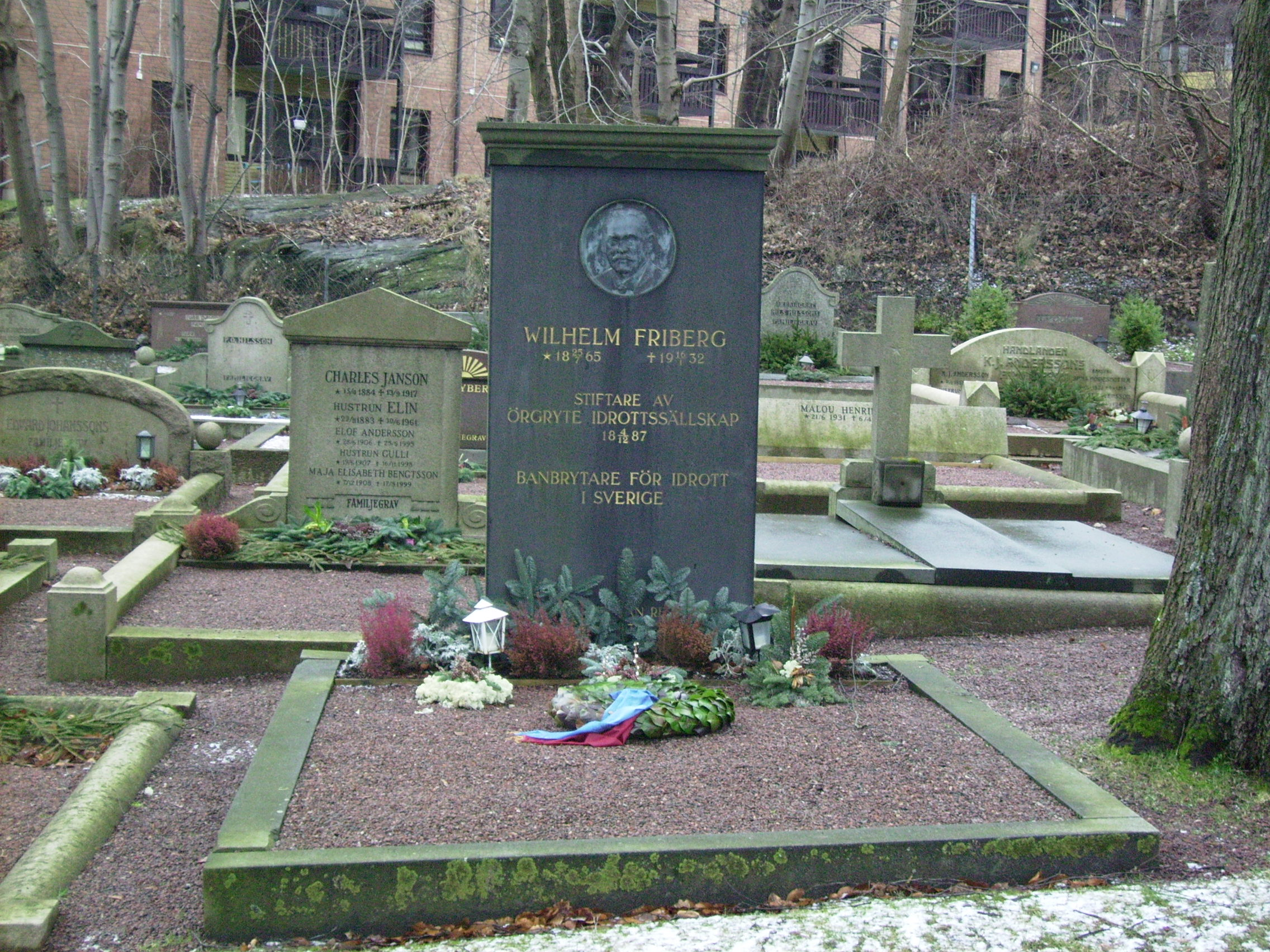
Wilhelm Fribergs gravvård på Örgryte nya kyrkogård i Göteborg.

Johan Wilhelm Friberg, född 25 juli 1865 i Göteborg, död 16 januari 1932 i Göteborg, var en svensk idrottsledare, idrottsutövare, redaktör och författare. Han var en av grundarna till Örgryte IS 1887 och hade flera funktionärsposter inom idrottsvärlden.
Han var son till segelsömmaren Johan Fredrik Friberg och Nicolina Martina Wahlberg och växte upp i Majorna. Han var sedan 1918 gift med Lalla Hammarbäck, dottern till en gjutmästare. Friberg bedrev skolstudier vid Majornas läroverk och blev sedermera 1881 bokhållare vid Bohus Mekaniska Verkstad.
Friberg är främst känd som en ivrig utövare av idrott, ett intresse som väcktes när han såg Lyckans Soldater genomföra gymnastik på Heden i Göteborg. 1887 grundade han tillsammans med vänner Örgryte IS, klubbens namn var Fribergs förslag. Han var även utgivare av sporttidningarna Start och Öisaren samt även andra publikationer. På Fribergs initiativ bildades Svenska Idrottsförbundet den 30 oktober 1895 i Göteborg.
Friberg var ordförande i Centralföreningen för Gymnastik- och Idrottssällskapen i Göteborg  i Göteborg, Örgryte idrottssällskap, Göteborgs Fotbolls Förening samt ledamot av Slottsskogsvallens styrelse samt andra idrottsorganisationer. Friberg var även en av initiativtagarna till Kungsbackaloppet. 1894 startade han Idrotts-Orden och var dess ordensgeneral fram till sin död.
1908–1917 var han ordförande för Svenska Fotbollförbundet.
Fribergs grav finns på Örgryte nya kyrkogård.